# カモン・ヘブン!
カモン・ヘブン!（英：Kingdom Come）は、2001年の映画。劇場未公開で日本ではビデオスルーとなった。

## ストーリー
スローカム家の父、バド・スローカムが亡くなってしまった。それぞれ問題を抱えて、バラバラだった子供たちが全員集合することに。しかしこのお葬式により、彼らに転機が訪れる。

## キャスト
- レイネル：ウーピー・ゴールドバーグ
- レイ：LL・クール・J
- ルシール：ヴィヴィカ・A・フォックス
- シャリース：ジェイダ・ピンケット=スミス
- マーガリート：ロレッタ・ディバイン
- ジュニア：アンソニー・アンダーソン
- ファニータ：トニー・ブラクストン